# روري ستيوارت (لاعب إسكواش)
روري ستيوارت (بالإنجليزية: Rory Stewart)‏ هو لاعب إسكواش أسترالي، ولد في 19 يوليو 1996 في برث في أستراليا.

## وصلات خارجية
- روري ستيوارت على موقع الاتحاد الدولي لمحترفي الاسكواش (مؤرشف) (الإنجليزية)
- روري ستيوارت على موقع SquashInfo.com (الإنجليزية)